# 플라이 (예술가)
플라이(Fly)는 미국의 예술가이다.
만화 예술가이자 일러스트레이터, 아나르코-펑크 음악가 등 시각과 청각 등 다방면의 예술 활동을 하였다.